# Wachsenberg, Trg
Wachsenberg je naselje v Občini Trg v Okraju Trg na Koroškem v Avstriji.